# Hondo (rivier)
De Hondo is een rivier in Mexico, Belize en Guatemala. Het is de grootste rivier van het schiereiland Yucatán, dat wegens haar poreuze kalksteenbodem nauwelijks rivieren kent.
De Hondo ontspringt als samenvloeiing van meerdere kleine rivieren in het uiterste noordoosten van Guatemala. De rivier stroomt vervolgens naar het noordoosten Mexico in, en wordt korte tijd later de grens tussen Mexico en Belize, een status die het houdt tot de monding in de Baai van Chetumal.
De rivier wordt genoemd in het volkslied van Belize, Land of the Free:
Our fathers, the Baymen, valiant and bold
Drove back the invader; this heritage hold
From proud Rio Hondo to old Sarstoon,
Through coral isle, over blue lagoon;